# Lunino (Kaliningrad, Neman)
Lunino (russisch Лунино; deutsch Lengwethen, 1938 bis 1945 Hohensalzburg, auch: Beinigkehmen, 1938 bis 1945 Beiningen; litauisch Luninas, Lenkviečiai, Lenkvietis, auch: Beninkiemis) ist ein Ort in der russischen Oblast Kaliningrad im Rajon Neman. Der Ort Lunino gehört zur kommunalen Selbstverwaltungseinheit Stadtkreis Neman.

## Geographische Lage
Lunino liegt etwa 13 Kilometer südöstlich der Rajonstadt Neman an der Regionalstraße 27A-033 (ex A198) nach Tschernjachowsk, wo diese die Straße von Schilino nach Dobrowolsk kreuzt, und hat daher einen relativ starken Durchgangsverkehr. Der nördlich von Lunino liegende Höhenzug, ein Teil der Samländischen Endmoräne, weist mit 70 m die größte Höhe des früheren Landkreises Tilsit-Ragnit auf.

## Ortsname
Der ursprüngliche Ortsname Lengwethen setzt sich aus dem litauischen „lenke“ und „wete“  zusammen und bedeutet etwa „Wiesenstätte“.

## Geschichte

### Lengwethen/Hohensalzburg
Die Siedlung Lengwethen wurde im 16. Jahrhundert gegründet. Von 1709 bis 1711 herrschten eine große Pestepidemie und Hungersnot. Von 1732 bis 1735 wurde die evangelisch-lutherische Kirche des Ortes erbaut. Es handelte sich um einen schlichten, rechteckigen Feldsteinbau mit großen viereckigen Fenstern, der nach der Jahrtausendwende einem Brand zum Opfer fiel.
Im Ersten Weltkrieg drangen Kavallerie-Truppen der Kaiserlich Russischen Armee kurz nach der Kriegserklärung des Deutschen Kaiserreichs im August 1914 nach Ostpreußen vor. Dabei griff die russische Njemen-Armee unter Paul von Rennenkampff im Zuge der Kampfhandlungen an der deutsch-russischen Front den östlichen Teil der Provinz an. Am 8. September wurde Lengwethen von einer russischen Einheit niedergebrannt, nachdem die deutschen Behörden einen russischen Plünderer festgehalten hatten.
Bis 1939 wuchs die Zahl der Einwohner auf 364. 1938 wurde der Ortsname im Zuge der „Germanisierung“ ostpreußischer Ortsnamen in Hohensalzburg geändert. Nach dem Anschluss des Gebietes an die Sowjetunion im Ergebnis des Zweiten Weltkriegs haben nur wenige Häuser von Lengwethen/Hohensalzburg die Nachkriegszeit überstanden.

#### Amtsbezirk Lengwethen/Hohensalzburg (1874–1945)
Zwischen 1874 und 1945 war Lengwethen Sitz und namensgebend für einen Amtsbezirk. Er gehörte bis 1922 zum Kreis Ragnit, danach zum neu gebildeten Landkreis Tilsit-Ragnit im Regierungsbezirk Gumbinnen der preußischen Provinz Ostpreußen. Ihm waren anfangs 19 Dörfer zugeordnet:
| Name             | Änderungsname 1938 bis 1946 | Russischer Name               | Bemerkungen                                             |
| ---------------- | --------------------------- | ----------------------------- | ------------------------------------------------------- |
| Beinigkehmen     | Beiningen                   | Stschastliwoje, jetzt: Lunino | 1929 nach Gerskullen eingegliedert                      |
| Brandwethen      | Branden                     |                               | 1909 in den Amtsbezirk Budwethen umgegliedert           |
| Gerskullen       | Gerslinden                  | Gannowka                      |                                                         |
| Grauden          |                             | Bersarino                     | 1928 nach Gerskullen eingegliedert                      |
| Groß Ballupönen  | Löffkeshof                  | Ochotnitschje                 | 1928 nach Ballupönen eingegliedert                      |
| Kallehnen        |                             | Bersarino                     |                                                         |
| Klein Ballupönen | Kleinlöffkeshof             | Winogradowo                   | 1928 nach Ballupönen eingegliedert                      |
| Krauleidehlen    | Kraulen                     |                               | 1928 nach Sauerwalde eingegliedert                      |
| Laskowethen      | Lassen                      |                               |                                                         |
| Lengwethen       | Hohensalzburg               | Lunino                        |                                                         |
| Lepalothen       | Loten                       | Druschinino                   |                                                         |
| Nestonwethen     | Nesten                      | Kaluschskoje                  | 1909 in den Amtsbezirk Budwethen umgegliedert           |
| Palapken         | Palken                      | Tjoploje                      | 1928 in den Amtsbezirk Perbangen umgegliedert           |
| Perkuhnen        |                             |                               | 1928 nach Sauerwalde eingegliedert                      |
| Sauerwalde       |                             |                               |                                                         |
| Scharken         |                             |                               |                                                         |
| Schernen         |                             | Balaschewskoje                | 1933 nach Lengwethen eingegliedert                      |
| Skatticken       | Katticken                   | Dorochowo                     |                                                         |
| Weedern          |                             | Talniki                       | 1928 nach Petroschken, Amtsbezirk Pucknen, umgegliedert |

Am 1. Januar 1945 gehörten noch sieben Gemeinden zum – inzwischen umbenannten – Amtsbezirk Hohensalzburg: Gerslinden, Hohensalzburg. Kallehnen, Lassen, Sauerwalde, Scharken und Weedern.

### Beinigkehmen/Beiningen (Stschastliwoje)
Der nördlich vom ehemaligen Lengwethen gelegene Ortsteil Beinigkehmen bestand vor 1945 im Wesentlichen aus einem großen Hof. Seit 1874 gehörte das Dorf zum Amtsbezirk Lengwethen (ab 1939 „Amtsbezirk Hohensalzburg“), bis 1922 im Kreis Ragnit, danach im Landkreis Tilsit-Ragnit im Regierungsbezirk Gumbinnen der preußischen Provinz Ostpreußen. Im Jahr 1910 zählte das Dorf 33 Einwohner. Am 1. Juli 1929 verlor das Dorf seine Selbständigkeit und wurde in die Nachbargemeinde Gerskullen (1938 bis 1945: Gerslinden, heute russisch: Gannowka) eingemeindet. Am 3. Juni 1938 erhielt der Ort die Umbenennung in „Beiningen“ und kam 1945 in Kriegsfolge zur Sowjetunion. Im Jahr 1950 wurde der Ort in Stschastliwoje umbenannt und in den Dorfsowjet Luninski eingeordnet.

### Lunino
Im Jahr 1947 wurde Lengwethen in Lunino umbenannt und gleichzeitig Sitz eines Dorfsowjets. Vor 1976 wurde der Ort Stschastliwoje an Lunino angeschlossen. Von 2008 bis 2016 war Lunino Sitz einer Landgemeinde.

#### Luninski selski Sowet/okrug 1947–1959 und 1968–2008
Der Dorfsowjet Luninski selski Sowet (ru. Лунинский сельский Совет) wurde im Juli 1947 eingerichtet. Seit 1959 wurde offenbar dessen nördlicher Teil einschließlich des Ortes Lunino als Gudkowski selski Sowet vom Ort Gudkowo aus verwaltet, während der südliche Teil möglicherweise an den Malomoschaiski selski Sowet angeschlossen wurde. Im Jahr 1968 wurde der Luninski selski Sowet wieder hergestellt, möglicherweise unter Einschluss derjenigen Orte, die zunächst zum Uljanowski selski Sowet gehört hatten und 1954 in den Schilinski selski Sowet gelangt waren. Nach dem Zerfall der Sowjetunion bestand die Verwaltungseinheit als Dorfbezirk Luninski selski okrug (ru. Лунинский сельский округ). Etwa im Jahr 1997 wurde der Uljanowski selski okrug als eigenständige Verwaltungseinheit aus dem Luninski selski okrug herausgelöst. Im Jahr 2008 wurden die beiden verbliebenen Orte des Luninski selski okrug (Gannowka und Lunino) in die neu gebildete Landgemeinde Luninskoje selskoje posselenije übernommen.
| Ortsname                     | Name bis 1947/50                                           | Bemerkungen |
| ---------------------------- | ---------------------------------------------------------- | --- |
| Andrejewo (Андреево)         | Burkandten                                                 | Der Ort wurde 1950 umbenannt und war zunächst in den Dorfsowjet Uljanowski eingeordnet. Er wurde vermutlich vor 1968 verlassen. |
| Anissimowo (Анисимово)       | Petroschken, 1938–1945: „Petern“                           | Der Ort wurde 1950 umbenannt und vor 1975 verlassen. |
| Balaschowskoje (Балашовское) | Schernen                                                   | Der Ort wurde 1950 umbenannt und vor 1988 verlassen. |
| Bersarino (Берзарино)        | Grauden                                                    | Der Ort wurde 1950 umbenannt und vor 1988 verlassen. |
| Brjullowo (Брюллово)         | Salleningken, 1938–1945: „Sallingen“                       | Der Ort wurde 1950 umbenannt und vermutlich vor 1968 verlassen. |
| Gannowka (Гановка)           | Gerskullen, 1938–1945: „Gerslinden“                        | Der Ort wurde 1947 umbenannt und war zunächst in den Dorfsowjet Malomoschaiski eingeordnet. |
| Griwino (Гривино)            | Girrehnen, 1938–1945: „Güldengrund“                        | Der Ort wurde 1947 umbenannt und war zunächst in den Dorfsowjet Uljanowski eingeordnet. Seit 1997 befand er sich (wieder) im Dorfbezirk Uljanowski. |
| Grosnoje (Грозное)           | Tilsewischken, 1938–1945: „Tilsenberg“                     | Der Ort wurde 1950 umbenannt und war zunächst in den Dorfsowjet Uljanowski eingeordnet. Er wurde vor 1975 verlassen. |
| Gruschewka (Грушевка)        | Groß Perbangen                                             | Der Ort wurde offenbar 1947 (als „Grasse-Pereschnen“) umbenannt und war zunächst in den Dorfsowjet Uljanowski eingeordnet. Ortslage von Gruschewka etwa zwei Kilometer südlich der Ortsstelle von Groß Perbangen. Seit 1997 befand sich der Ort (wieder) im Dorfbezirk Uljanowski. |
| Jermakowo (Ермаково)         | Karlshof                                                   | Der Ort wurde 1950 umbenannt und war zunächst in den Dorfsowjet Schilinski eingeordnet. Er wurde vor 1975 an den Ort Luganskoje angeschlossen. |
| Kalinino (Калинино)          | Kallehnen [Dorf u. Gut]                                    | Der Ort wurde 1950 umbenannt und vor 1975 an den Ort Bersarino angeschlossen. |
| Kamalino (Каманино)          | Plauschinnen, 1938–1945: „Plaunen“                         | Der Ort wurde 1950 umbenannt und vor 1975 verlassen. |
| Kawerino (Каверино)          | Gettschen, 1938–1945: „Kleinradingen“                      | Der Ort wurde 1950 umbenannt und vermutlich vor 1968 verlassen. |
| Kuibyschewo (Куйбышево)      | Kullminnen, 1938–1945: „Kulmen“                            | Der Ort wurde 1950 umbenannt und vor 1988 verlassen. |
| Luganskoje (Луганское)       | Pucknen                                                    | Der Ort wurde 1950 umbenannt und war zunächst in den Dorfsowjet Schilinski eingeordnet. Er wurde vor 1988 verlassen. |
| Lunino (Лунино)              | Lengwethen, 1938–1945: „Hohensalzburg“                     | Verwaltungssitz |
| Malinowka (Малиновка)        | Meschken, 1938–1945: „Meschenhof“                          | Der Ort wurde 1950 umbenannt und vor 1975 an den Ort Griwino angeschlossen. |
| Medwedewo (Медведево)        | Abschruten [Ksp Kraupischken], 1938–1945: „Steinflur“      | Der Ort wurde 1950 umbenannt und war zunächst in den Dorfsowjet Uljanowski eingeordnet. Er wurde vor 1975 verlassen. |
| Schmeljowo (Шмелёво)         | Warnen                                                     | Der Ort wurde 1947 umbenannt und war zunächst in den Dorfsowjet Uljanowski eingeordnet. Seit 1997 befand er sich (wieder) im Dorfbezirk Uljanowski. |
| Stalskoje (Стальское)        | bei Gudgallen, 1938–1945: „Großfelde“                      | Der Ort wurde 1950 umbenannt und war zunächst in den Dorfsowjet Petrowski eingeordnet. Er wurde vor 1975 verlassen. |
| Stschastliwoje (Счастливое)  | Beinigkehmen, 1938–1945: „Beiningen“                       | Der Ort wurde 1950 umbenannt und vor 1975 an den Ort Lunino angeschlossen. |
| Tjoploje (Тёплое)            | Palapken, 1938–1945: „Palken“                              | Der Ort wurde 1950 umbenannt und vor 1975 verlassen. |
| Uljanowo (Ульяново)          | Kraupischken, 1938: „Platzdorf“, 1938–1945: „Breitenstein“ | Der Ort wurde 1947 umbenannt und war zunächst der Verwaltungssitz des Dorfsowjets Uljanowski. Seit 1997 war der Ort der Verwaltungssitz des Dorfbezirks Uljanowski. |
| Walzowo (Вальцово)           | Sobersken, 1938–1945: „Bersken“                            | Der Ort wurde 1950 umbenannt und vor 1975 verlassen. |
| Wolotschajewo (Волочаево)    | Raudonatschen, 1938–1945: „Kattenhof“                      | Der Ort wurde 1950 umbenannt und 1997 in den Dorfbezirk Uljanowski eingegliedert. |

Die beiden im Jahr 1950 umbenannten Orte Iwowoje (Petischken/Elchdorf) und Solnetschnoje (Pautkandszen/Grüntal) wurden ebenfalls zunächst in den Luninski selski Sowet eingeordnet, kamen dann (vor 1975) aber zum Rakitinski selski Sowet bzw. zum Dorfsowjet Malomoschaiski selski Sowet.

#### Luninskoje selskoje posselenije 2008–2016

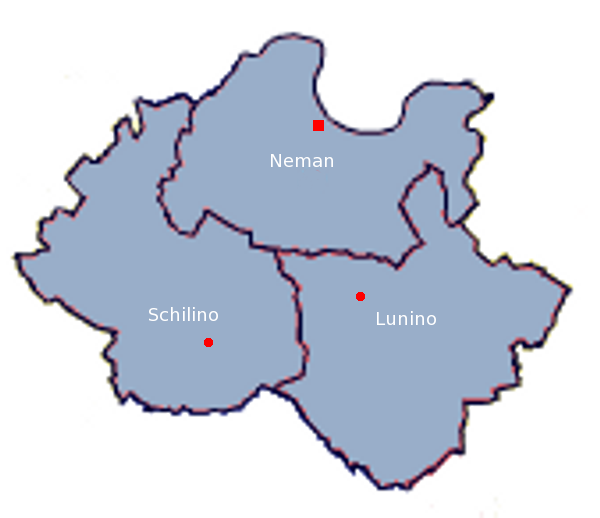
Die Lage der Landgemeinde Luninskoje selskoje posselenije im Südosten des Rajon Neman

Die Landgemeinde Luninskoje selskoje posselenije (ru. Лунинское сельское поселение) wurde im Jahr 2008 im Rajon Neman eingerichtet. Sie umfasste 12 Siedlungen, die zuvor den Dorfbezirken Luninski selski okrug, Malomoschaiski selski okrug und Uljanowski selski okrug angehörten. 2017 ging die Gemeinde in den neu geschaffenen Stadtkreis Neman auf.
| Ortsname                         | Einwohner (1. Oktober 2021) | deutscher Name                                           |
| -------------------------------- | --------------------------- | -------------------------------------------------------- |
| Berjosowka (Берёзовка)           | 11                          |                                                          |
| Gannowka (Ганновка)              | 16                          | Gerskullen/Gerslinden                                    |
| Griwino (Гривино)                | 97                          | Girrehnen/Güldengrund und Meschken/Meschenhof            |
| Gruschewka (Грушевка)            | 13                          | Groß Perbangen                                           |
| Ignatowo (Игнатово)              | 24                          | Gaistauden                                               |
| Kaschtanowka (Каштановка)        | 29                          | Eigarren/Kernhall                                        |
| Lunino (Лунино)                  | 382                         | Lengwethen/Hohensalzburg und Beinigkehmen/Beiningen      |
| Malomoschaiskoje (Маломожайское) | 502                         | Budwethen/Altenkirch und Naujeningken/Neusiedel (Ostpr.) |
| Sabrodino (Забродино)            | 57                          | Lesgewangminnen/Lesgewangen                              |
| Schmeljowo (Шмелёво)             | 22                          | Warnen                                                   |
| Uljanowo (Ульяново)              | 478                         | Kraupischken/Breitenstein                                |
| Wolotschajewo (Волочаево)        | 28                          | Raudonatschen/Kattenhof                                  |

## Kirche

### Kirchengebäude
Bei der Kirche in Lengwethen handelt es sich um einen 1732 bis 1735 von den Salzburger Exulanten errichteten schlichten verputzten Feldsteinbau ohne Turm. Die Glocken läuteten in einem von der Kirche abgesetzten Glockenhaus. Der Innenraum mit seinen umlaufenden Emporen war flach gedeckt, der Kanzelaltar ohne irgendwelche Zierde. Ein wahres „Schmuckstück“ dagegen war eine Taufschale aus Messing, die von den Salzburger Einwanderern aus der Heimat mitgebracht worden war.
Den Krieg überstand das Gotteshaus unversehrt, wurde danach jedoch als Kulturhaus zweckentfremdet. Obwohl 1980 noch grundlegende Umbau- und Renovierungsarbeiten vorgenommen wurden, ist das Gebäude inzwischen verfallen, und es stehen nur noch Mauerreste.

### Kirchengemeinde
Eine eigene Kirchengemeinde wurde Lengwethen erst im Jahre 1741. Im gleichen Jahr wurde auch eine Pfarrstelle errichtet. Das Kirchspiel umfasste neben dem Pfarrdorf noch 32 Dörfer, Ortschaften und Wohnplätze. Dazu gehörte auch der jetzt nach Lunino eingegliederte Ort Beinigkehmen resp. Beiningen. Die Pfarrei zählte 1925 insgesamt 2.800 Gemeindeglieder. Bis 1945 gehörte die Kirche Lengwethen (Hohensalzburg) zur Diözese Ragnit im Kirchenkreis Tilsit-Ragnit innerhalb der Kirchenprovinz Ostpreußen der Kirche der Altpreußischen Union.
Flucht und Vertreibung der einheimischen Bevölkerung und die restriktive Religionspolitik der Sowjetunion brachten das kirchliche Leben zum Erliegen. Heute liegt Lunino im Einzugsbereich der neu entstandenen evangelisch-lutherischen Gemeinde in Sabrodino (Lesgewangminnen, 1938 bis 1946 Lesgewangen) innerhalb der Propstei Kaliningrad (Königsberg) der Evangelisch-lutherischen Kirche Europäisches Russland.

## Persönlichkeiten

### Söhne und Töchter des Ortes
- Johanna Ambrosius (1854–1939), deutsche Schriftstellerin
- Walter Schütz (1884–1945), deutscher Politiker (DVP, DNVP).